# Кукушкин, Александр Михайлович
Александр Михайлович Кукушкин (25 декабря 1931, Вышневолоцкий городской округ, Тверская область — 14 июня 2025, Великий Новгород) — советский хозяйственный, государственный и политический деятель.

## Биография
Родился в 1931 году в деревне Глебово. Член КПСС.
Окончил Ленинградский институт инженеров водного транспорта.
В 1955—1990 годах — заместитель начальника пристани Петрокрепость Северо-Западного речного пароходства, заместитель начальника Ивановского грузового участка Ленинградского речного порта, начальник Ивановского грузового речного порта, начальник Первого грузового участка Ленинградского речного порта, начальник Новгородской пристани Северо-Западного речного пароходства, второй секретарь Новгородского городского комитета КПСС, председатель исполкома Новгородского городского Совета депутатов трудящихся, заместитель председателя исполкома Новгородского областного Совета депутатов трудящихся, первый секретарь Новгородского городского комитета КПСС, секретарь Новгородского областного комитета КПСС, председатель Новгородского областного Совета профсоюзов, председатель Новгородской Федерации независимых профсоюзов.
Жил в Великом Новгороде. Умер 14 июня 2025 года в возрасте 93 лет.

## Награды
- Орден Октябрьской Революции
- Орден Трудового Красного Знамени
- Орден Знак Почёта (дважды)